# Шоколадная фабрика М. Конради
Шоколадная фабрика М. Конради — российская шоколадная (паровая) фабрика, существовавшая в Санкт-Петербурге.
Адрес: Санкт-Петербург, пр. Старо-Петергофский, 20, корп. 7 (набережная Обводного канала, 134-136-138).

## История

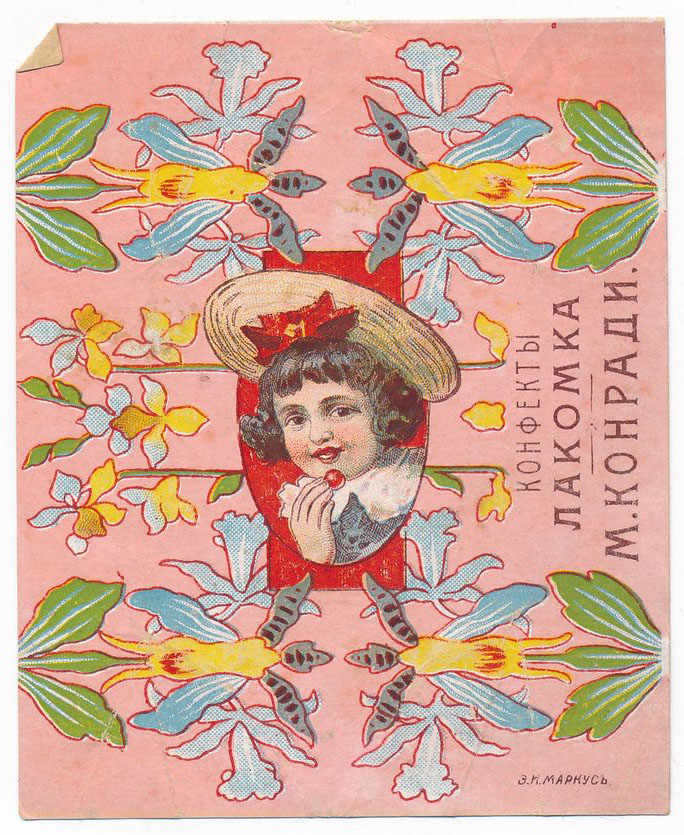
Конфеты «Лакомка» Шоколадной фабрики М. Конради

Конфетная и шоколадная паровая фабрика М. Конради была основана в 1853 году выходцем из Швейцарии Морицом Конради (1831—1887), который в России получил имя Маврикий. Быстро разросшись, фабрика заняла здания по Старо-Петергофскому проспекту, которые неоднократно достраивались и расширялись. Магазины фабрики М. Конради находились на Невском проспекте, а также на улице Садовой, Загородном, Суворовском проспекте и Университетской набережной. В прейскурантах 1900-х годов значится широкий ассортимент кондитерских изделий, включающий следующие виды: шоколад для варки, какао, шоколад в коробках, шоколадные конфеты и пастилки, фруктовые конфеты, карамель, драже, мармелад, пастила, желе, монпансье, пряники.
Интересно, что на соседних участках с фабрикой М. Конради работали: завод англо-российской резиновой мануфактуры «Макинтош», бумагопрядильная фабрика купцов Митрофанова и Фёдорова, асбестовый завод и шёлковая мануфактура, которые к началу 1890-х годов выкупило «Товарищество российско-американской резиновой мануфактуры» («ТРАРМ») гамбургского предпринимателя Фердинанда Краузкопфа.
После смерти основателя кондитерского дела, владельцами предприятия становятся его сыновья — Эдуард Маврикиевич (до 1897 года) и Виктор Маврикиевич Конради (с 1897 по 1917 год). В 1917 году было учреждено акционерное общество паровой шоколадной, бисквитной и конфектной фабрики «М. Конради»; в числе акционеров были: потомственный почетный гражданин Леонид Васильевич Щукин; крестьянин Самарской губернии Георгий Григорьевич Ильин; крестьянин Костромской губернии Петр Иванович Каряков; сын петроградского 1-й гильдии купца Лев Максимович Робинсон; потомственный почетный гражданин Илья Исидорович Ратнер; французский гражданин Артур Морисович Гессе и потомственный почетный гражданин Мориц Борисович Бернштейн. Но просуществовало акционерное общество недолго — после Октябрьской революции, в 1918 году, предприятие было национализировано, а в 1919 году под его существующим именем закрыто.
После Гражданской войны на месте фабрики М. Конради действовала 5-я Государственная конфетная фабрика Ландрина (образована из Товарищества Г. Ландрин). Впоследствии территория фабрики перешла заводу «Красный треугольник», преемнику «ТРАРМ».